# Generali Nederland
Generali Nederland was een verzekeringsmaatschappij uit Diemen en was onderdeel van de Generali Group. Sinds 1 juni 2018 maakt het bedrijf onderdeel uit van ASR Nederland.

## Geschiedenis
Op 5 november 1870 werd de NV Algemeene Verzekerings Maatschappij De Nederlanden opgericht. Dit werd in die tijd de Nederlanden van 1870 genoemd. In 1933 kreeg het Italiaanse Assicurazioni Generali S.p.A. een belang van 75% in De Nederlanden.
In maart 2017 werd bekend dat het moederbedrijf de Franse bank BNP Paribas heeft ingehuurd om de verkoop van zijn Nederlandse activiteiten te begeleiden. Als de verkoop slaagt, is dat de eerste transactie van een reeks desinvesteringen die Generali in november 2016 aankondigde om circa 1 miljard euro op te halen door zich terug te trekken uit 13 tot 15 landen. In 2015 behaalde Generali Nederland een nettowinst van 5,4 miljoen euro.
Begin september 2017 werd bekend dat ASR Nederland Generali Nederland gaat overnemen. Met de overname gaan verzekeringspolissen van 200.000 klanten over met een jaaromzet van 379 miljoen euro in 2016. ASR betaalt Generali circa 143 miljoen euro en zal verder het vermogen van Generali Nederland versterken. Bij Generali Nederland werken 350 mensen, waarvan een onbekend deel hun baan gaan verliezen. De activiteiten van Generali Nederland worden in 2018 naar locaties van ASR overgebracht en het kantoor in Diemen wordt dan gesloten.

## Producten en diensten
- Autoverzekering
- Woonhuisverzekering
- Inboedelverzekering
- Aansprakelijkheidsverzekering
- Reisverzekering
- Caravanverzekering
- Ongevallenverzekering
- Rechtsbijstandverzekering
- Motorverzekering
- Overlijdensrisicoverzekering
- Pensioenverzekeringen
- Kostbaarhedenverzekering